# Greg Murphy
Greg Murphy (Raleigh, 5 marzo 1963) è un medico e politico statunitense, membro della Camera dei Rappresentanti per lo stato della Carolina del Nord.

## Biografia
Nato e cresciuto a Raleigh, si è laureato in medicina all'Università della Carolina del Nord a Chapel Hill, trasferendosi poi con la moglie a Greenville.
Ha lavorato come medico in molte missioni umanitarie in India, in Africa, in Nicaragua e ad Haiti.
Nel novembre 2015, in un'elezione suppletiva, viene eletto alla Camera dei rappresentanti della Carolina del Nord in rappresentanza della contea di Pitt, venendo poi riconfermato nel 2016 e nel 2018. Durante il mandato si occupa prevalentemente di politiche sanitarie e in particolari di leggi che miravano a contenere l'epidemia di oppioidi.
Nel 2019 si candida alla Camera dei Rappresentanti in un'elezione suppletiva nel terzo distretto della Carolina del Nord, rimasto vacante a seguito della morte di Walter B. Jones. Vince le primarie repubblicane contro Joan Perry con il 59,7% dei voti e poi le elezioni generali del 10 settembre contro l'ex sindaco di Greenville Allen Thomas con il 61,7%.